# هرم نیوسررع

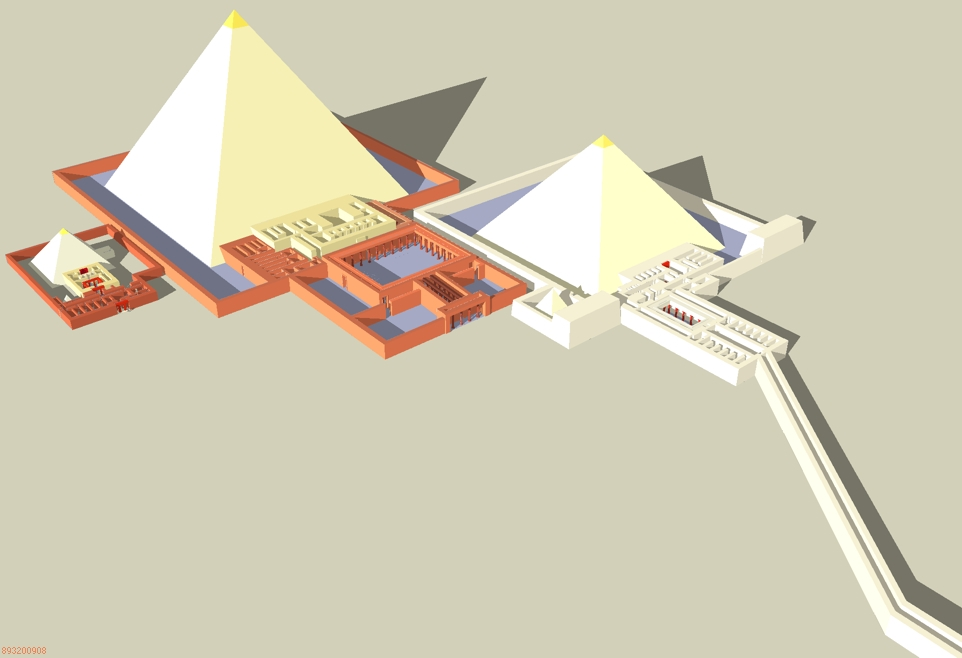

هرم نیوسررع (عربی: هرم ني أوسر رع) یک مجموعه اهرام مربوط به اواسط قرن بیست و پنجم قبل از میلاد مسیح است که برای فرعون مصری نیوسررع از دودمان پنجم مصر ساخته شد. در طول سلطنتش، نیوسررع، قبل از اینکه به مجموعه هرم شخصی خودش بپردازد، به تکمیل مقابر ناتمام پدرش، نفریرکارع کاکای، مادرش، خنتکاوس دوم، و برادرش، نفرفرع، پرداخت. او مکانی را در گورستان ابوصیر بین هرم‌های نفریرکارع و ساحورع انتخاب کرد که از نظر مساحت و زمین محدود، هزینه‌های کار و مواد را صرفه‌جویی می‌کرد. نیوسررع آخرین پادشاهی بود که در گورستان دفن شد. جانشینان او تصمیم گرفتند در جای دیگری دفن شوند. بنای یادبود او شامل یک هرم اصلی، یک معبد وداع، یک معبد وادی در دریاچه ابوصیر، یک گذرگاه که در اصل برای بنای یادبود نفریرکارع در نظر گرفته شده بود.

## موقعیت و حفاری‌ها
هرم نیوسررع در گورستان ابوصیر، بین سقاره و فلات الجیزه، در مصر سفلی (شمالی‌ترین منطقه مصر) واقع شده‌است. ابوصیر در دودمان پنجم پس از آن اهمیت زیادی پیدا کرد که اوسرکاف اولین حاکم، معبد خورشید خود را در آنجا ساخت و جانشین او، ساحورع، ایجاد یک قبرستان سلطنتی را با ساختن بنای خاکسپاری خودش افتتاح کرد، جانشین و پسر ساحورع، نفریرکارع کاکای، دومین پادشاهی شد که در قبرستان دفن شد. احداث بنای یادبود نیوسررع، بنای کوچک قبلی خانواده را بر گرد مجموعه هرم پدرش نفریرکارع، در کنار هرم مادرش و مصطبه برادرش امتداد یافت، او آخرین پادشاهی بود که در گورستان ابوصیر دفن شد.

## مجموعه مقابر
هرم اصلی
اگرچه نیوسررع حدود سی سال سلطنت کرد، هرم او کوچکتر از نفریرکارع است و از نظر اندازه با ساحورع قابل مقایسه است. او با توجه به هزینه‌هایی که برای خانواده‌اش گذاشت، مقرر کرد که هرم خودش در تنها فضای آزاد موجود که در بیابان نباشد، قرار گیرد؛ بنابراین، هرم او در پای دیوار شمالی معبد مرده‌کاری نفریرکارع قرار دارد و زمین شیبدار آن به سمت شمال به سمت بنای یادبود ساحورع است. از سمت شرق نیز با تعدادی مصطبه که در زمان سلطنت ساحورع ساخته شده بودند، پوشیده شده‌است.
این هرم شامل هفت پله صعودی است که بر روی سنگ‌هایی در گوشه هر کدام بنا نهاده شده‌اند. این پله‌ها با سنگ آهک سفید مرغوب تورا پوشانده شده‌اند که به احتمال زیاد از معادن سنگ آهک در غرب روستای ابوصیر آورده شده‌است و به صورت یک روکش صاف به آن نما داده‌است. پس از تکمیل، طول پایه آن ۷۸٫۹ متر (۲۵۹ فوت؛ ۱۵۰٫۶ متر مکعب) بود که در حدود ۵۲ درجه به سمت داخل شیب داشت و در نتیجه ارتفاع قله حدود ۵۲ متر (۱۷۱ فوت؛ ۹۹ مکعب) و حجم کل تقریباً ۱۱۳۰۰۰ متر مکعب بود.

## نگارخانه

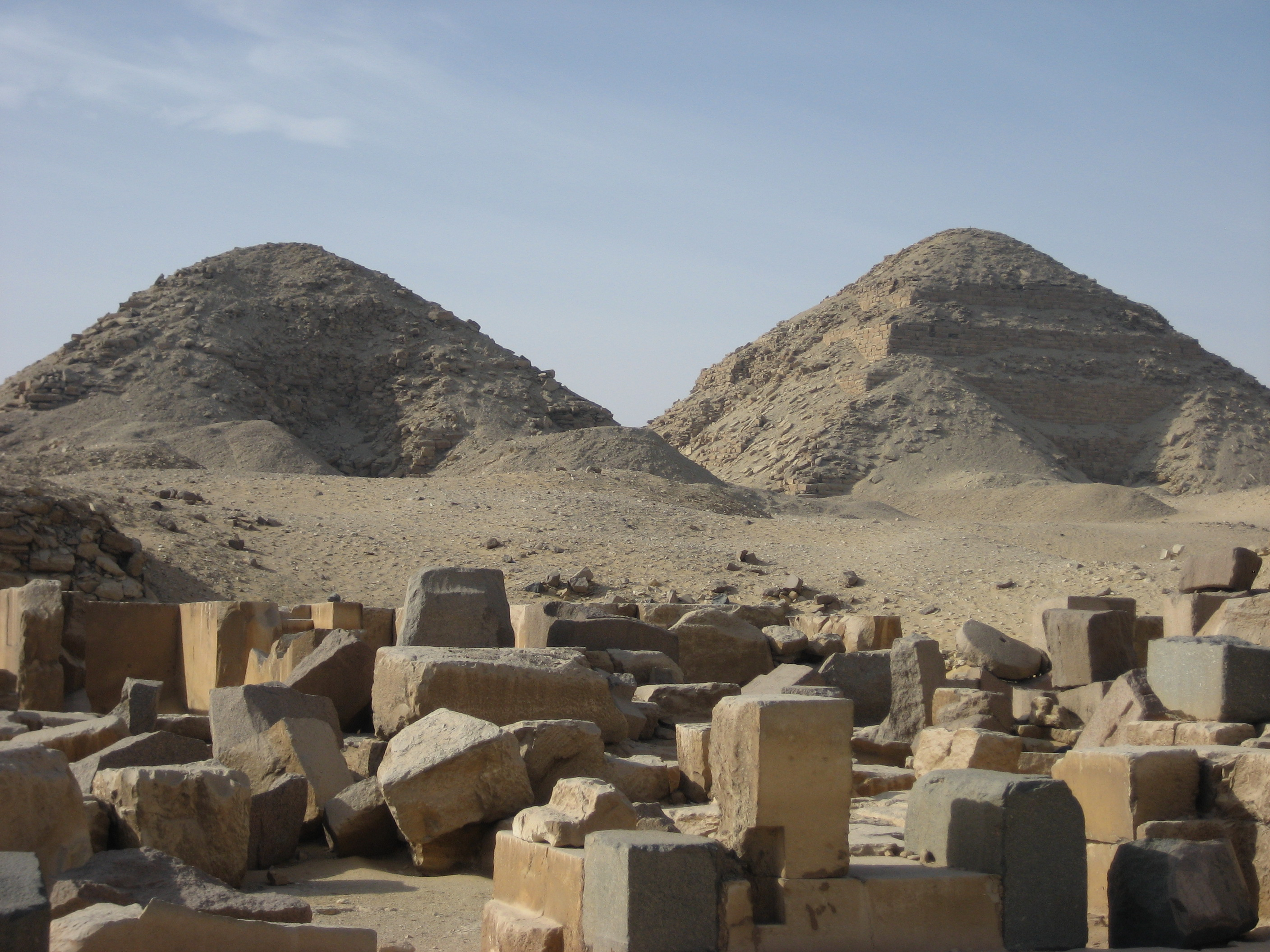
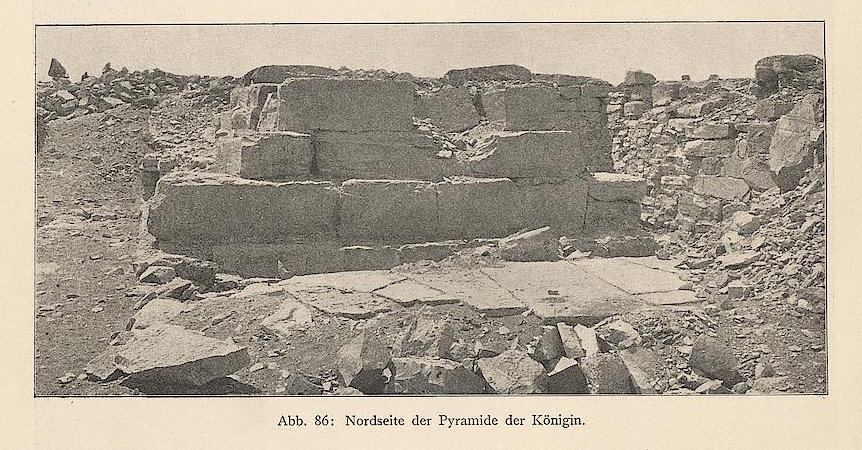
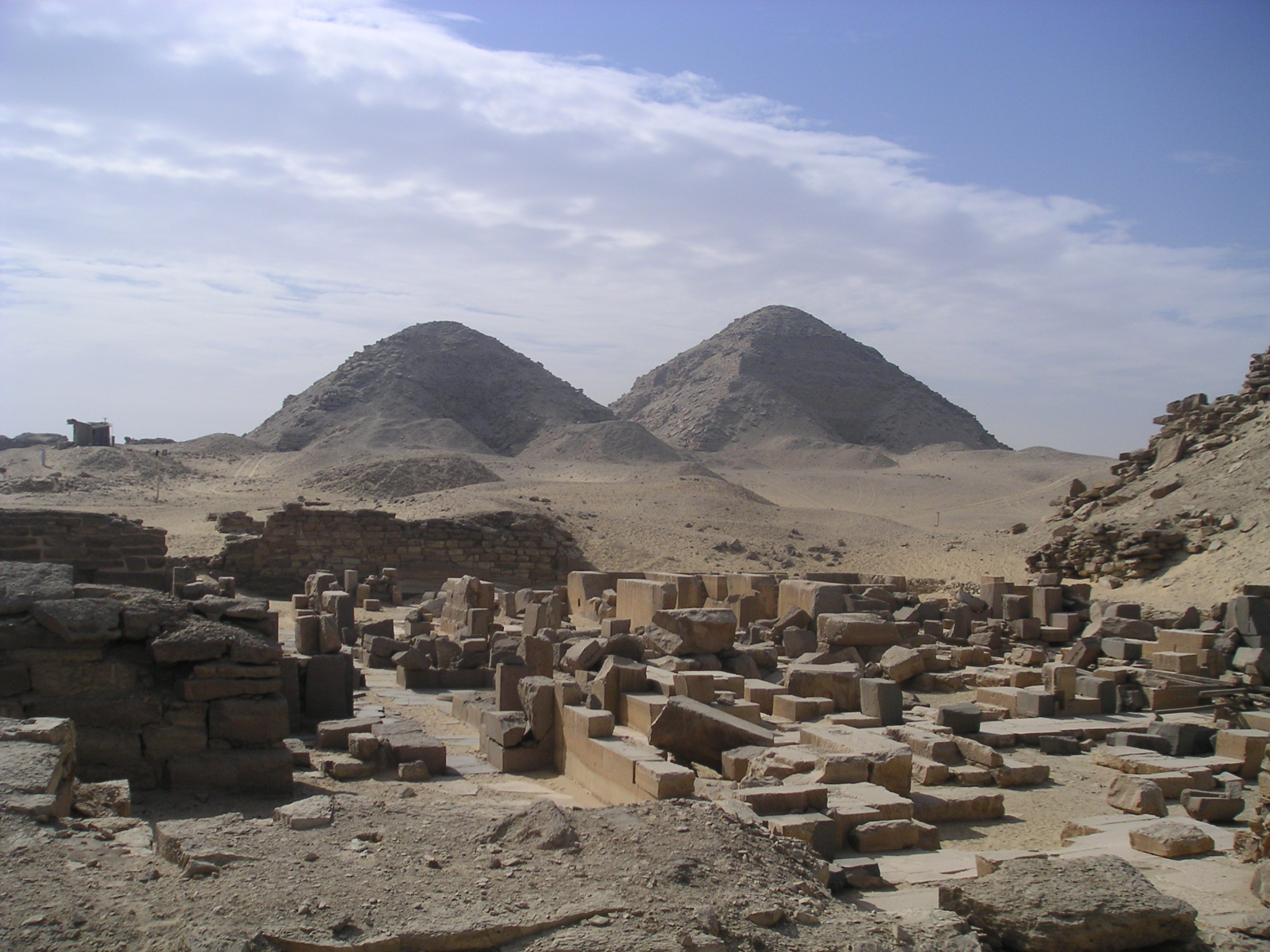
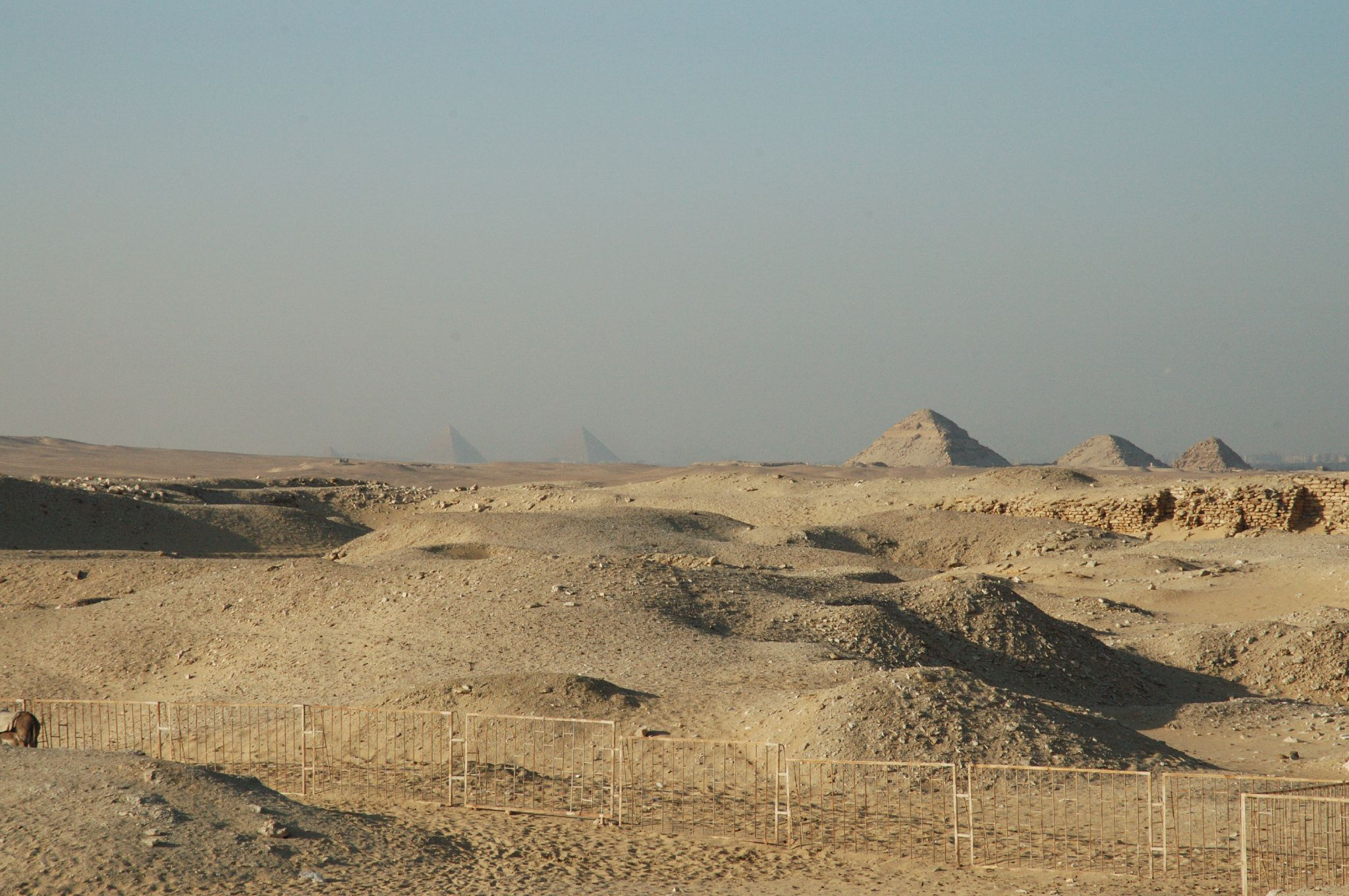
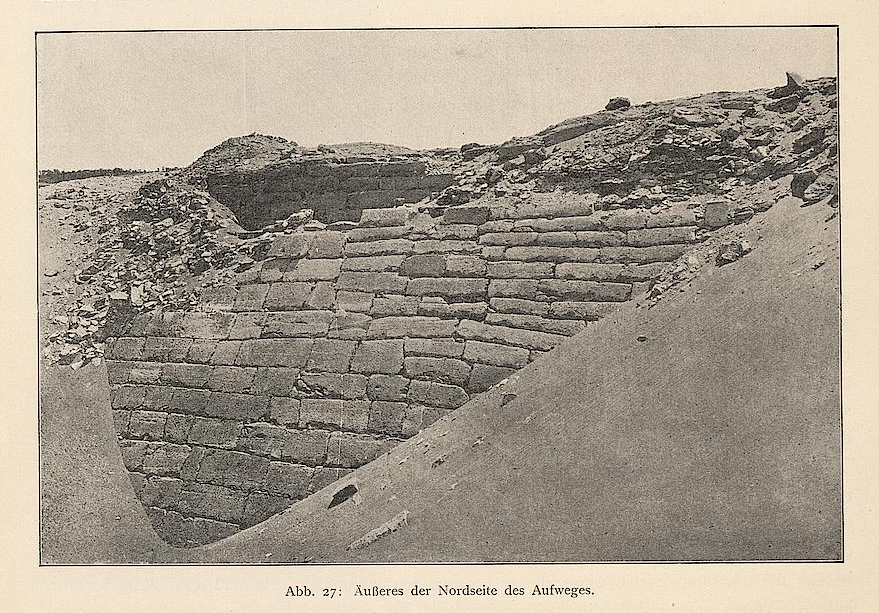
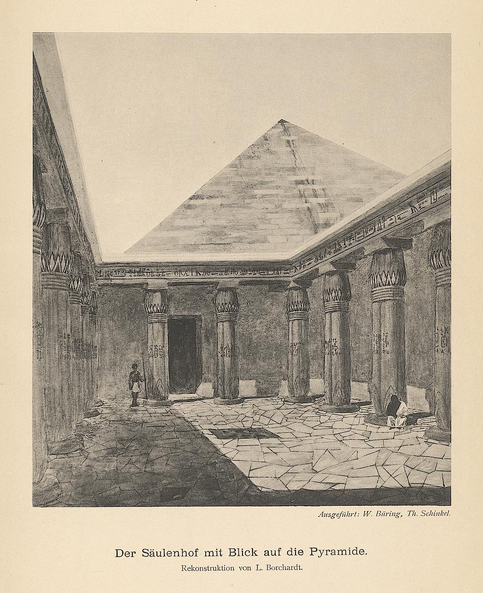
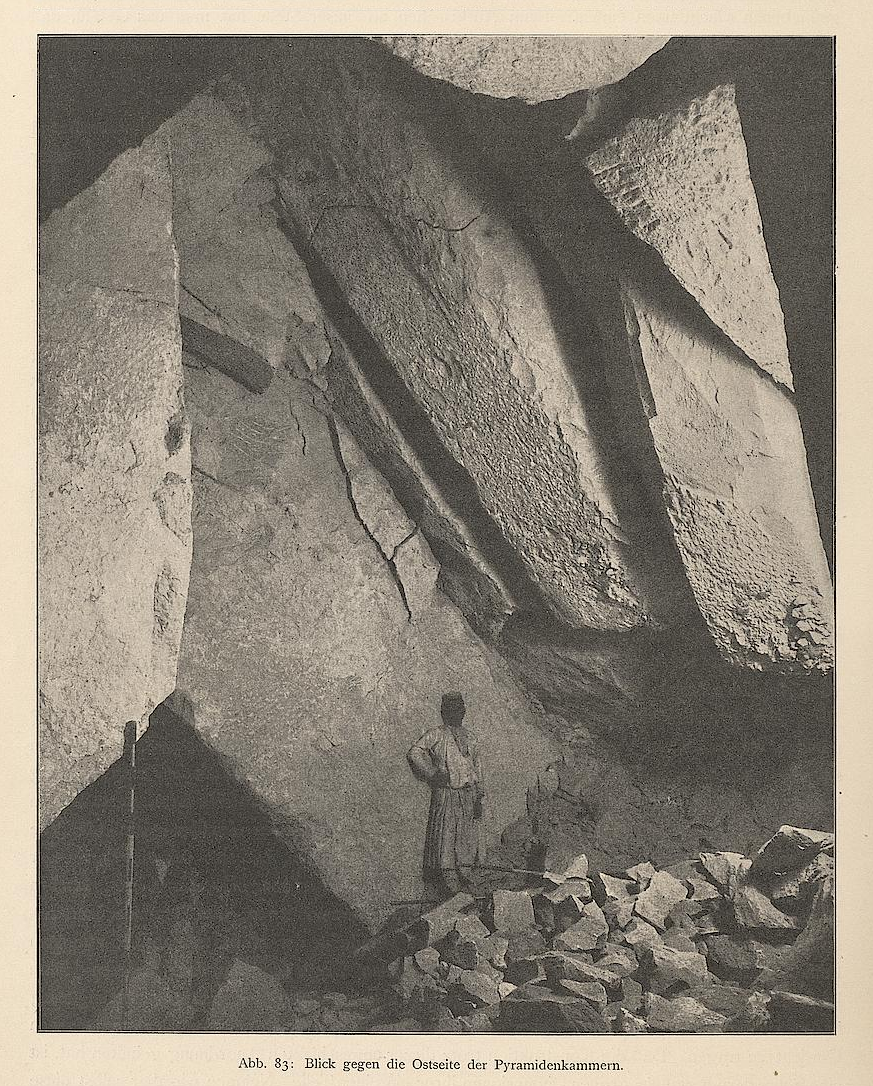
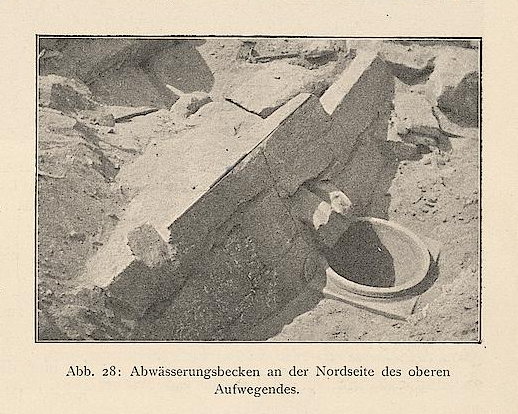
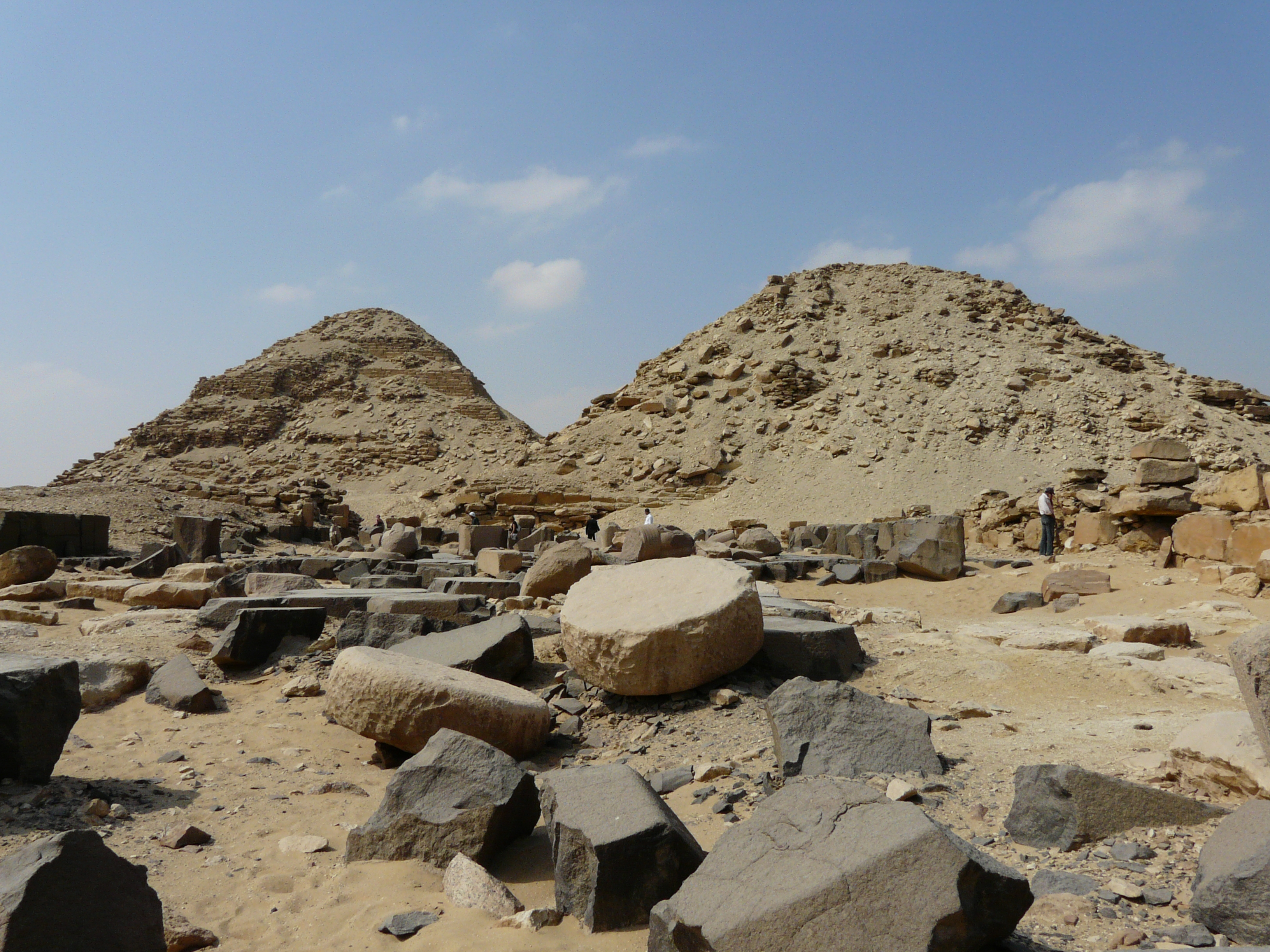
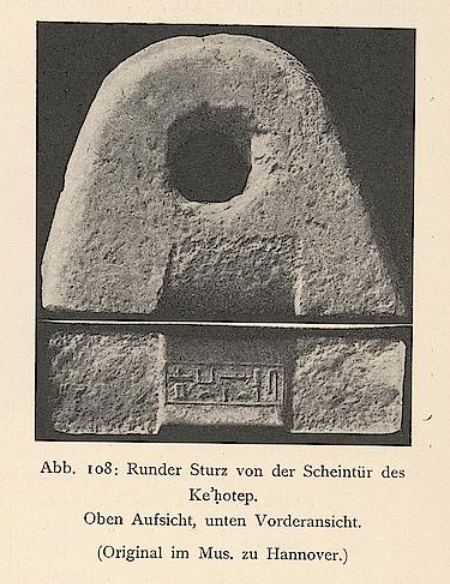
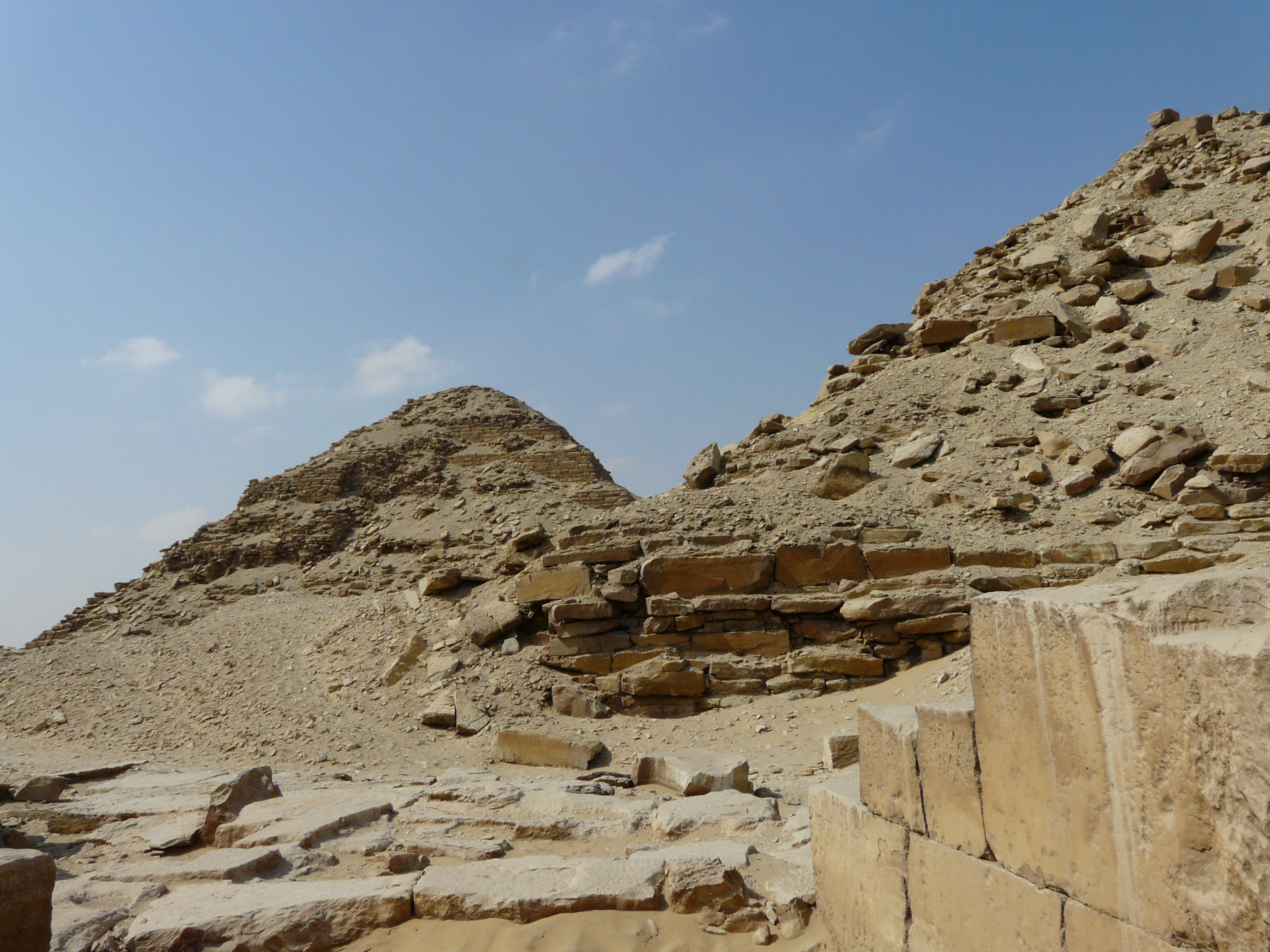
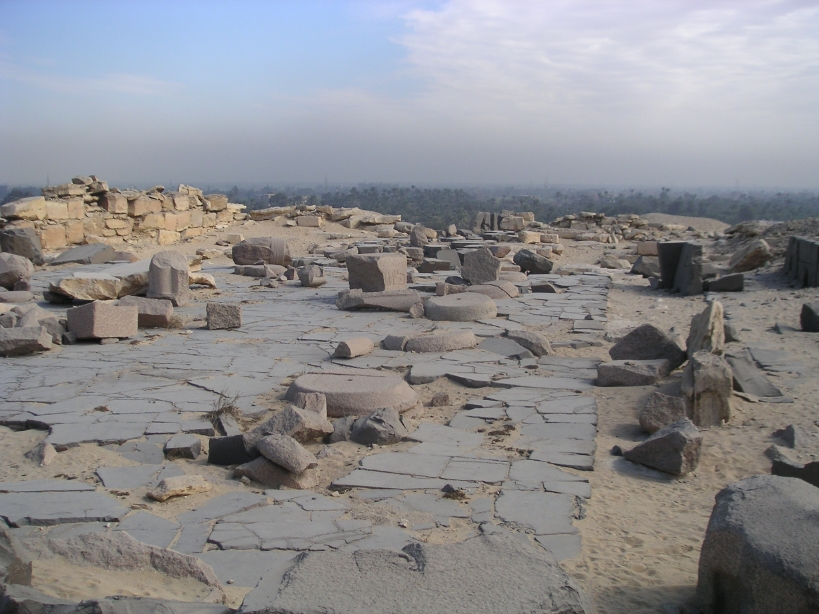
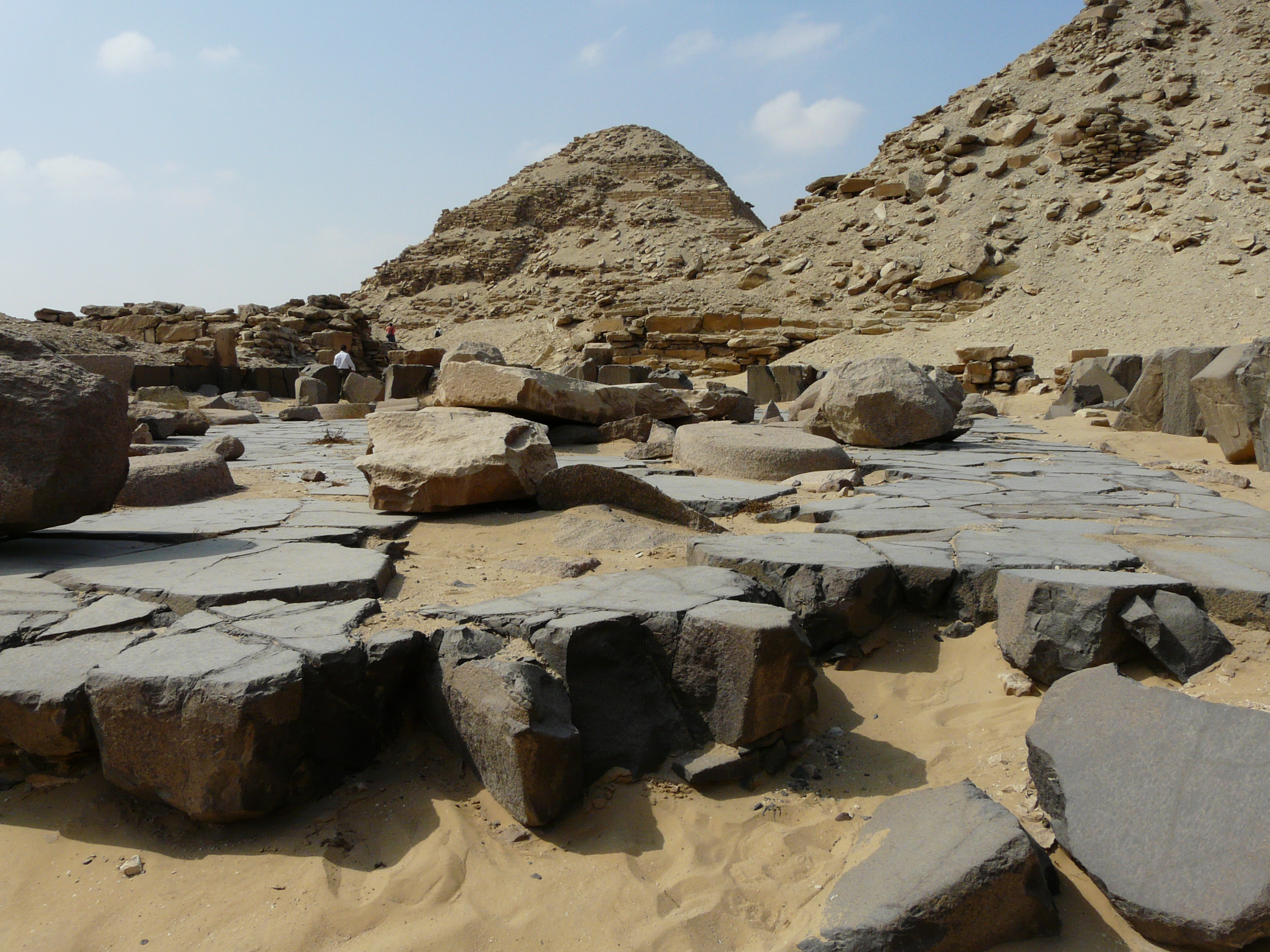
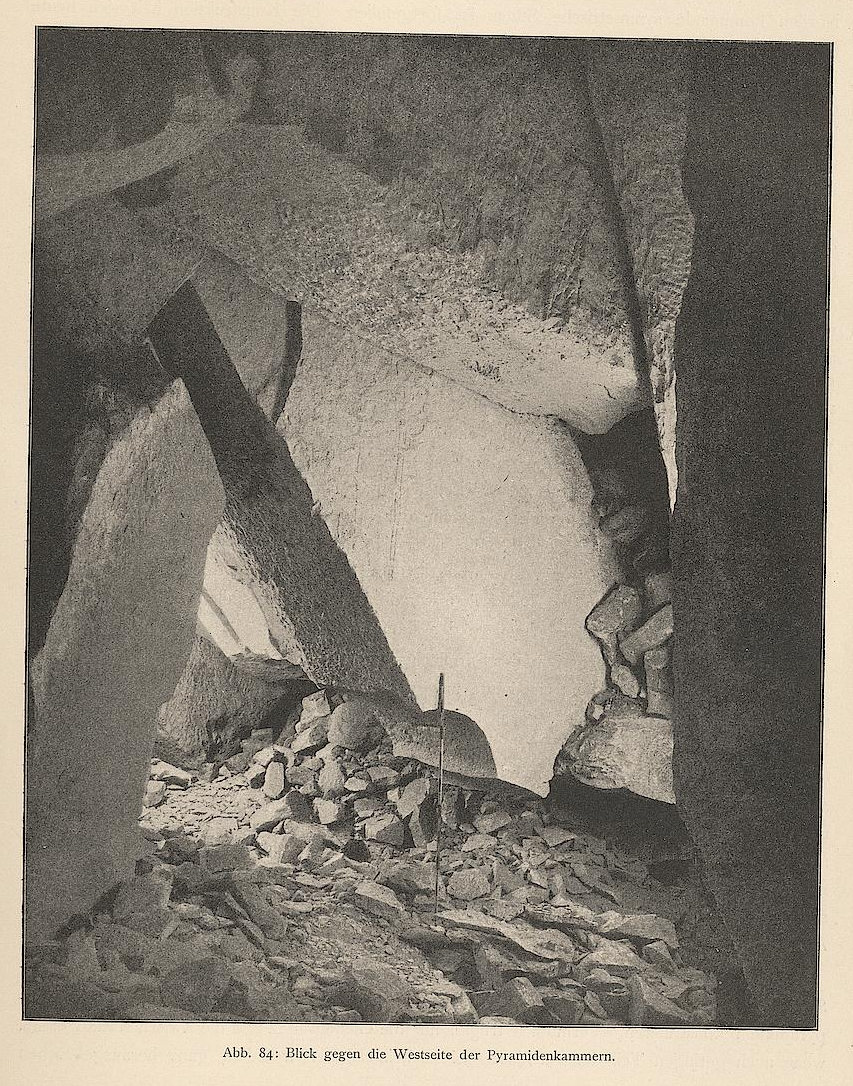
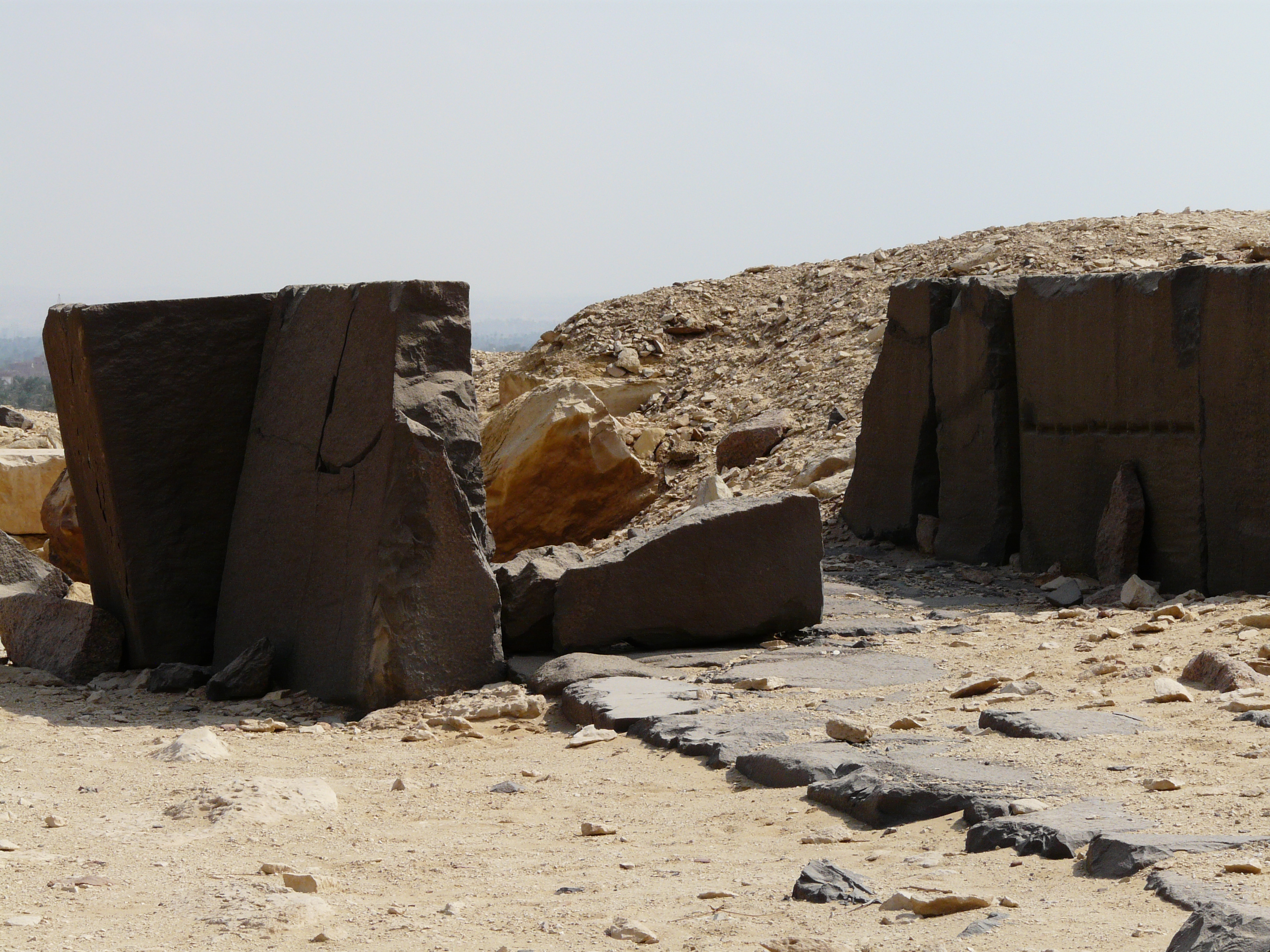
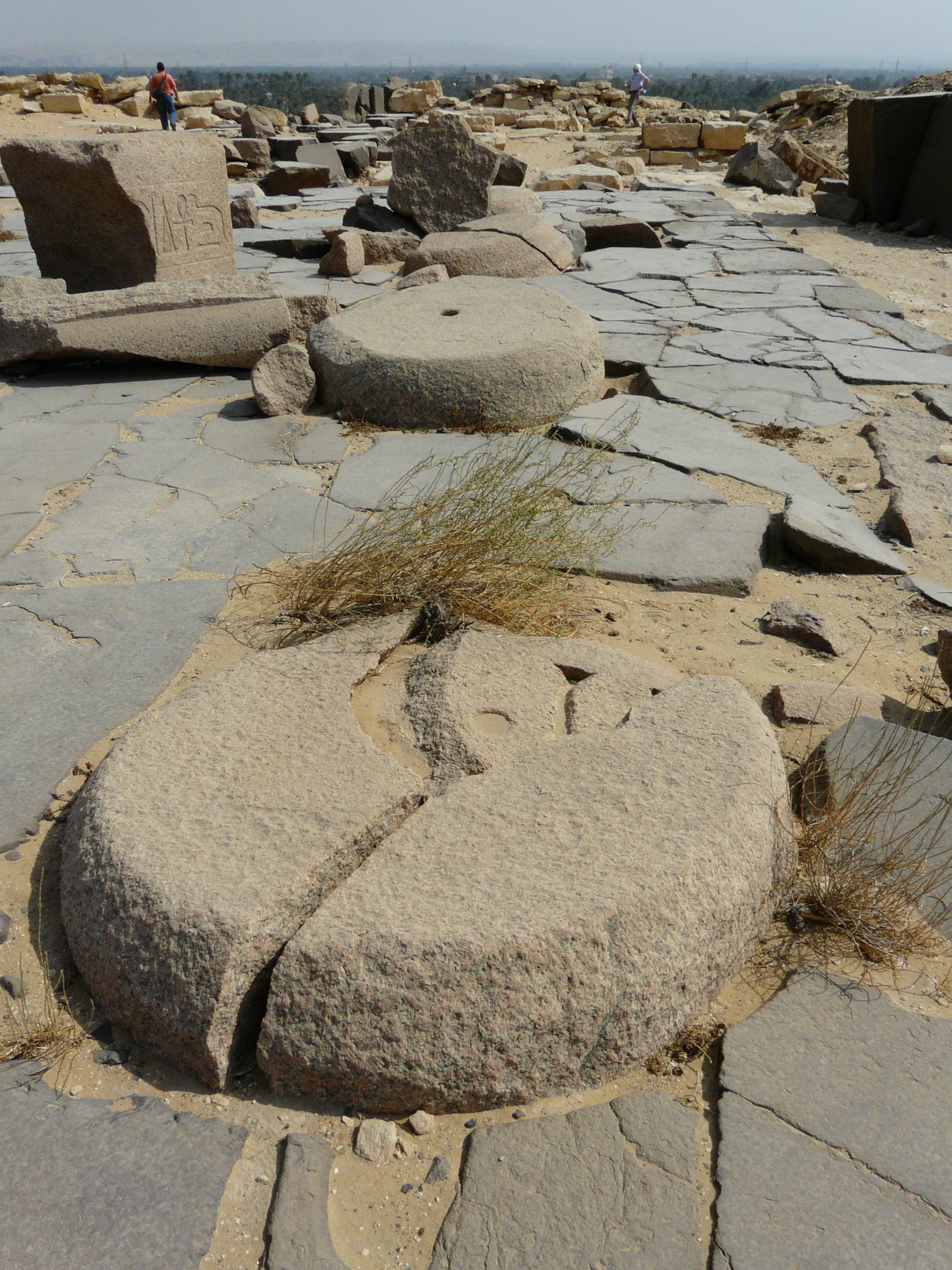
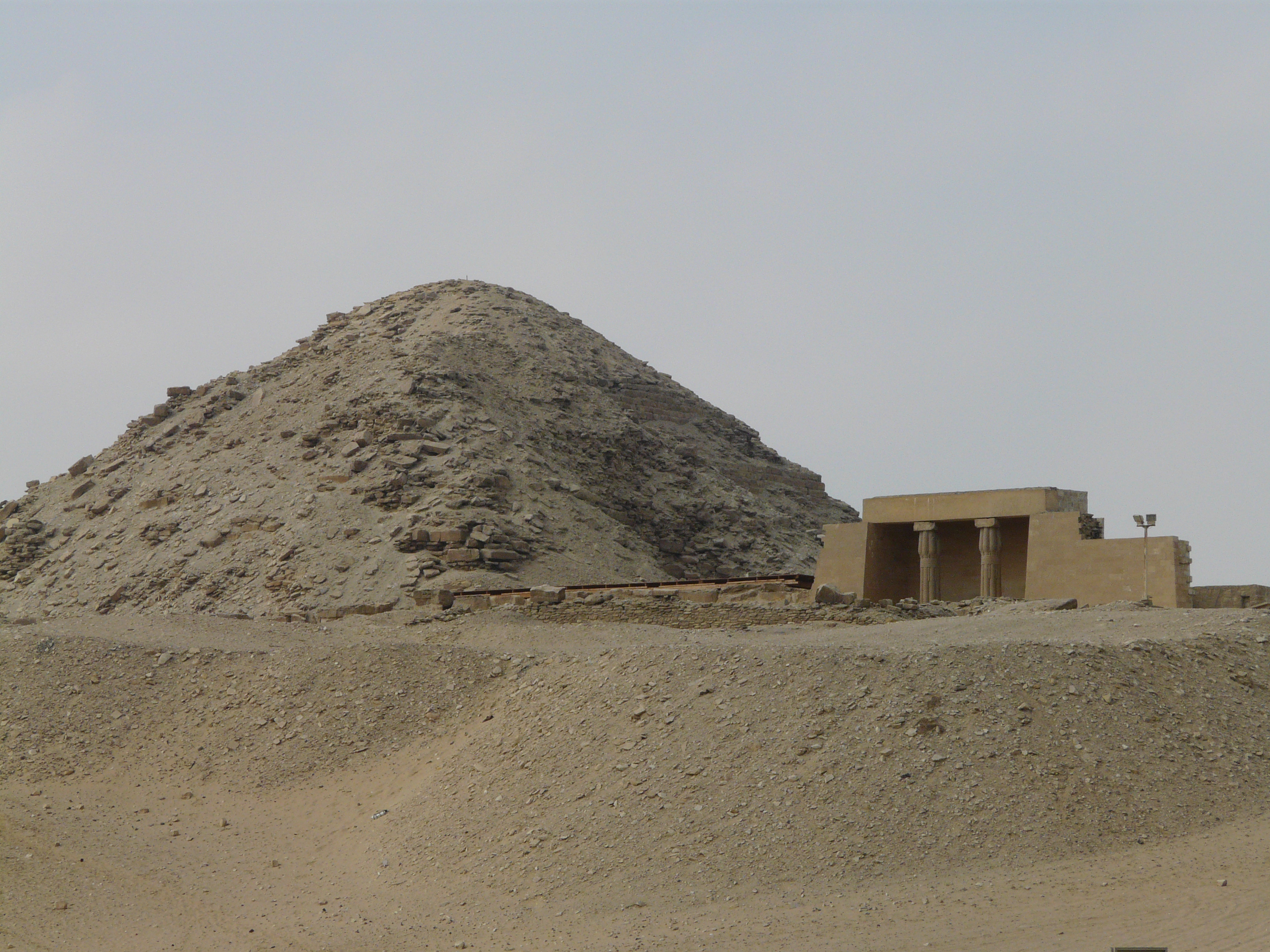
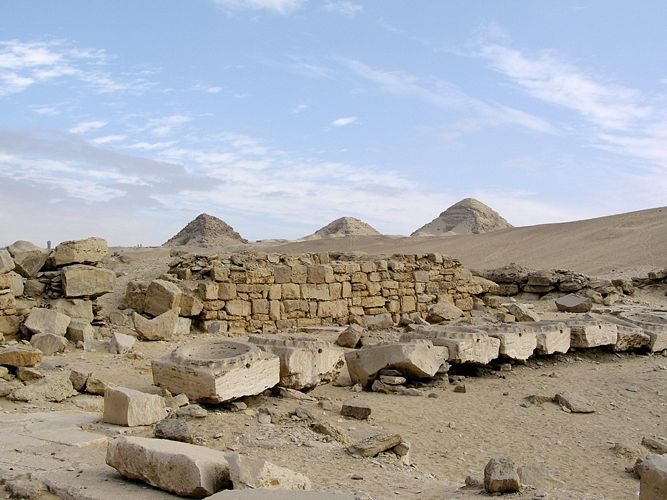